# Armórica en la Alta Edad Media

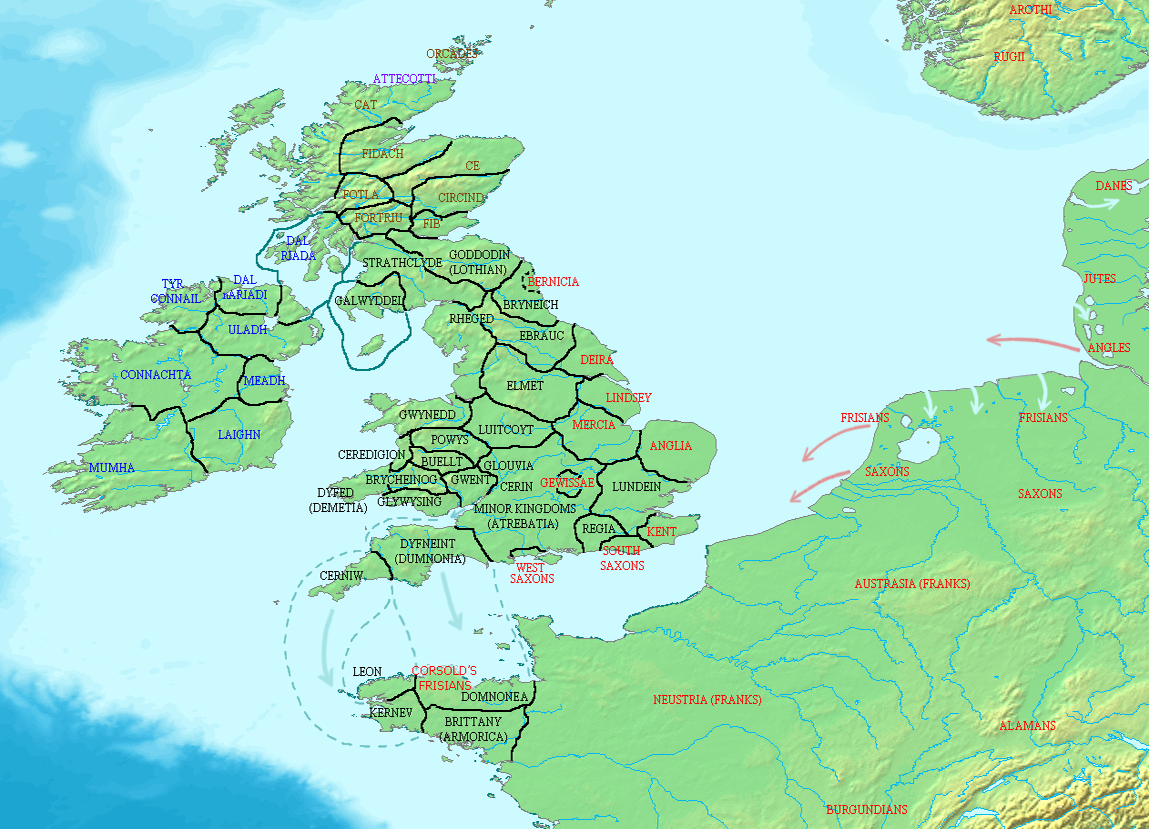
La isla de Gran Bretaña alrededor de los años 500 y los reinos insulares son indisociables del devenir de la Armórica en la época.

Este artículo trata de la historia de Armórica y evoca la transición, desde el siglo V, de la confederación armoricana que había luchado contra César, que sometió a las tribus celtas autóctonas y las integró en la civilización romana, en Bretaña.
Cronológicamente, el período tratado es el que comienza tras la partida de los romanos de la isla de Gran Bretaña, hasta el advenimiento del soberano Nominoë en 819. Es indisociable de los movimientos de población que tuvieron lugar en las islas británicas, iniciados desde la aparición de los sajones también en el dominio galorromano. 

## Caos en la Galia Romana
Los armoricanos fueron parte de la coalición reunida por Aecio para contrarrestar el avance del Imperio huno en la Galia en 451. Parece que después se estructuraron de forma independiente de la administración romana.
El mando militar del  "tractus Armoricanus et Nervicanus", desde la Gironda hasta el paso de Calais que había sido instaurado en 380, incluso habría sobrevivido; perdió su interés bajo el azote de las columnas de pueblos que entraron en la Galia romana por el este (406), el norte (francos, luego los sajones contra el conde Paul y el sur (aparición del reino visigodo). Estos mismos pueblos que recibieron el derecho de establecerse en el imperio por foedus a menudo recibieron territorios fronterizos con la misión de proteger las fronteras.
Sin embargo, una flota cuyo mando se atribuye a los brito-romanos entró en confrontación con la migración de los anglosajones en la isla de Gran Bretaña (Britannia). Anteriormente había resuelto conflictos de piratería provenientes de Hivernia (Irlanda) y de los bagaudas de Aquitania llegados a Armórica.

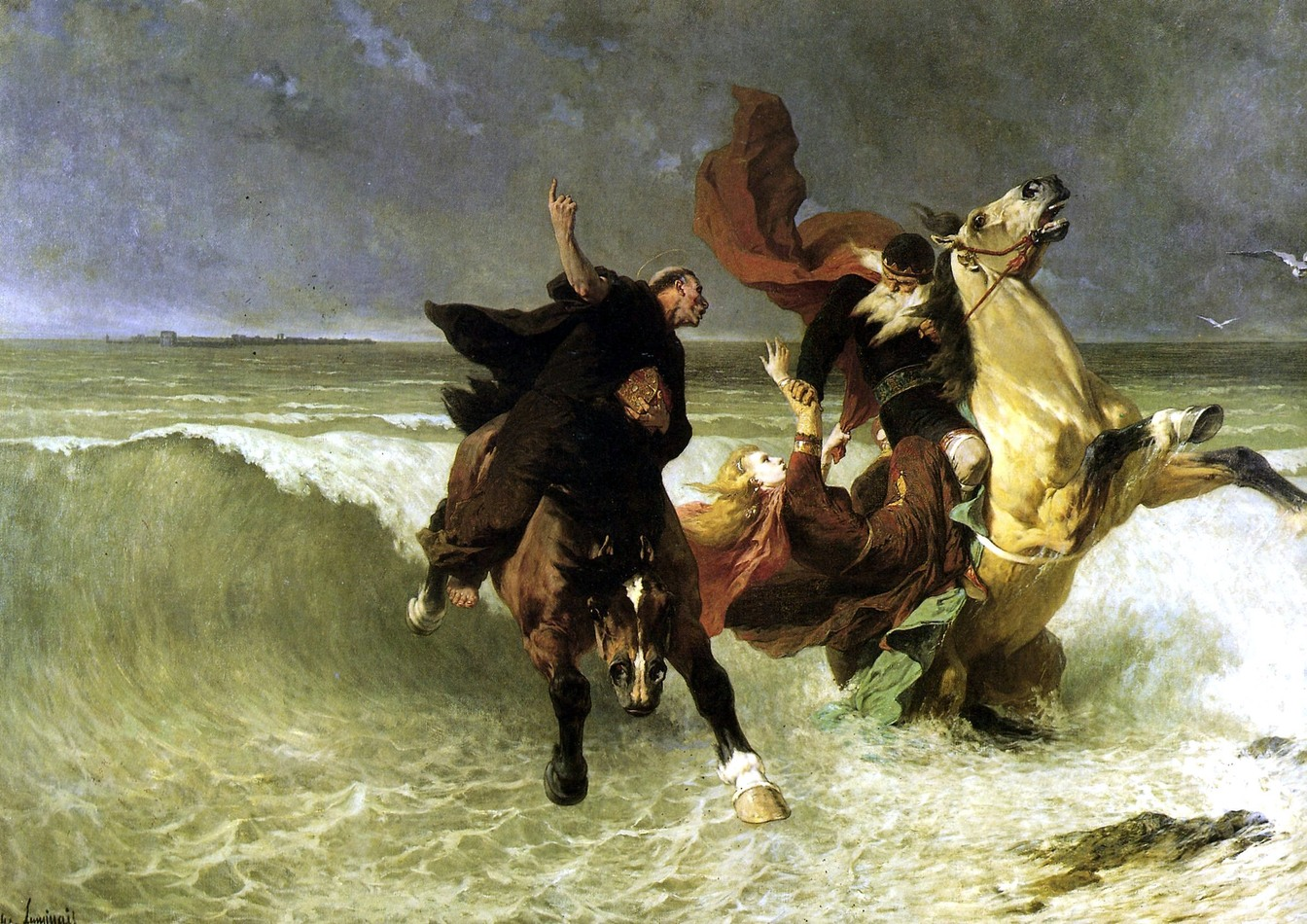
La fuite du roi Gradlon, obra de Évariste-Vital Luminais, Museo de Bellas Artes de Quimper. La Alta Edad Media vio un fenómeno de recuperación de las leyendas fundadoras: comienza una nueva era, donde los pueblos se reinventan un pasado. La llégende de Gradlon para el Cornoualles armoricano es un buen ejemplo local de reapropiación mitológica vinculada a un pueblo del mar.

En 463, Eurico  (rey de los visigodos) quiso ocupar las regiones al norte del Loira (incluida la Armórica) que se habían mantenido fieles a Roma. Pero los visigodos fueron detenidos por Ægidius (el magister militum de las Galias), ayudado por el rey franco Childerico I, padre de Clovis I. En 469 Eurico reanudó su intento y los bretones, desembarcando con su rey Riothamus en el bajo Loira, intentaron reunirse en  Déols con los francos de Childerico y del conde Paul. Pero Eurico logró impedirlo y logró aplastarlos (batalla de Deols); los bretones supervivientes lograron encontrar refugio con los burgundios.
La Armórica (es decir, las actuales Bretaña y Normandía) conoció entonces un período de inestabilidad relacionada con la inmigración de los bretones de Gran Bretaña y la toma del poder por de Siagrio en la Galia romana  (región situada entre el Loira y el Somme). Este se distanció del imperio y se proclamó rey.
Después de la victoria de Clovis en Soissons en 486, el reino occidental quedó oficialmente bajo la autoridad del rey franco, mediante la entrega de los títulos por el emperador. Sin embargo, la región sigue siendo inestable, especialmente por las luchas entre los líderes locales y los herederos merovingios que combatían entre ellos, como lo ilustra el conflicto entre Clotario I y su hijo  Chramn, aliado de Childeberto I. Chram movilizó un ejército con Conomor, un conde bretón, y comenzó a desafiar el poder del rey Clotario; pero el asunto tuvo poco recorrido y Chram fue ejecutado.
Armórica encontró más tranquilidad tras fortalecimiento del poder central con el advenimiento de los mayordomos de palacio de Austrasia y el renacimiento carolingio.
Políticamente, el período cubierto abarca desde la mitad del siglo V hasta el advenimiento del Imperio carolingio, cuando se produjo la primera unificación de Occidente caído en la desintegración desde las grandes invasiones. Describir el área en esta época es problemático, y la migración de los brito-romanos no siempre se percibe como la invasión de un pueblo como los pueblos germánicos: con el debilitamiento general del poder romano, las pocas diferencias culturales (cultura celta) llevó a una situación que no parecía necesario tener que legitimar por foedus, al contrario de los casos de otros reinos sedentarios.
Los «princes» ('príncipes') aparecen en al menos tres zonas, posiblemente llamadas «royaumes» ("reinos)".

## Designación de potentados
En la Alta Edad Media, la Armorica se dividió en dos, y luego en tres reinos: 
1. la Domnonée
2. el reino de Cornualles
3. el Bro Waroch, después Broërec,tercer reino, conquistado y creado en el siglo VI.

Además, un estado bretón, más o menos autónomo, existió entre 410 y 491 alrededor de  Blois.
Estos potentados se unieron bajo la autoridad de los duques y reyes de Bretaña en el siglo IX, bajo la égida de Nominoë, designado por la historiografía como el fundador del ducado de Bretaña (Nominoë había recibido el título de dux de manos del emperador Luis el Piadoso).
Este territorio se erige en reino a mediados del siglo IX, pero poco más de 50 años después fue destruido por los vikingos a principios del siglo X.

## Historiografía
- Léon Fleuriot en Les Origines de la Bretagne está a favor de un término, los «Létaviens[2]», para describir el pueblo que ocupó la Armórica de cultura latina en esa época. Los vénetos oponentes de Julio César habían bien  cambiado. Su punto de vista no es unánimemente reconocido.

- También considera que el  personaje legendario de Ambrosius Aurelianus es Riothamus, que murió luchando en combate en Déols batallando contra el reino visigodo.
- (hagiografía) A partir del siglo XII, Geoffroy de Monmouth en cabeza introdujo por primera vez el ciclo artúrico, acoplado por autores que vinieron a agregar sus escritos. El resultado es tan antiguo hoy que la situación de las dos islas y de la península (Irlanda, Gran Bretaña y Pequeña Bretaña) no se puede describir sin tener en cuenta esta leyenda. El mito se refiere a un reino único en este conjunto,[3] unité/harmonie qui fut brisée. Pero el mando romano de la flota abandona la zona.[4]

En realidad, la construcción de la identidad celta es, de hecho, un bloque común, en ausencia de una unidad política en el siglo V (ver mapa arriba). Además, Irlanda también tiene su lista de gobernantes legendarios, que se pierde en la bruma del tiempo. Mientras que el mundo antiguo desaparece, que la cronología se pierde hasta el siglo IX al menos, que la cultura de los pueblos se modifica debido a la aparición de la civilización germánica en un contexto galo-romano, pronto ya no habla ni de celtas, galos o galorromanos, sino de francos, merovingios y carolingios. Frente a ellos, el establecimiento de la identidad regional bretona se enorgullece así de haber conservado la herencia celta en el curso de las grandes invasiones (lo que fallo para los casi reinos insulares frente a la heptarquía, ruptura que condujo a una nostalgia traducida poéticamente en el ciclo artúrico).

## Cronología
- 451: los armoricanos fueron parte de la coalición de Aecio contra Atila durante la Batalla de los Campos Catalanes o  Campus Mauriacus (Troyes).
- 469:los armoricanos aliados con el domaine gallo-romain para la batalla de Déols.

## Aparición de Bretaña

### Evangelización
- Antes de la llegada de los bretones, los armoricanos estaban poco cristianizados fuera de las ciudades. Los bretones insulares migraron y con ellos algunos monjes, sin voluntad real de evangelizar la Armórica, sino para satisfacer las propias necesidades de los emigrantes. Seis obispados fueron creados:
  - en el interior de la Provincia eclesiástica de Tours (IIIe Lyonnaise, parte de la antigua Armórica), creación de los obispados de Nantes (siglo IV), Rennes (siglo III)  y Vannes (siglo V) en las capitales de estos tres condados galo-francos, bien establecidos en el siglo V.
  - En Bretaña  propiamente dicha, los poderes episcopales habrían sido ejercidos por los abades-obispos, pero un «évêque des Bretons» ("obispo de los bretones") aparece entre los asistentes en 461 al concilio de Tours.
  - Creación de los obispados de Léon (St-Pol) (siglo VI), Dol (843), Alet y Cornualles (en latín, Corisopitensis, Quimper) (siglo V)
  - Creación de los obispados de Tréguier (848) y Saint-Brieuc (siglo V).

- Alain du Cleuziou[6] y La Borderie[7] subrayan la importancia de los monasterios bretones en la reconstrucción de un país en ruinas y en la constitución de la nación bretona.

### Las dificultades de la Iglesia bretona
Mientras que los bretones se establecían en Armórica, se fundaron los obispados galo-francos de Rennes y de Vannes para permitir la evangelización de lo que hoy es la Alta Bretaña. Los obispos bretones no participaron en los diferentes concilios de Tours. Tampoco recibieron el acuerdo de sede metropolitana, con la que no estaban familiarizados, para las ordenaciones episcopales. La organización de la Iglesia bretona (abades, obispos, órdenes monásticas, calendario ...) fue condenada por la Iglesia galo-franca. La división descansaba menos en una divergencia de confesión que en un problema de disciplina. La separación de las dos iglesias a menudo adquirió una connotación política debido a las guerras entre los dos pueblos.